# Fredrik Thordendal
Fredrik Thordendal (11 de febrero de 1970) es el guitarrista principal y uno de los miembros fundadores de la banda sueca Meshuggah.
Con el nombre Fredrik Thordendal's Special Defects, Thordendal realizó un álbum en 1997 llamado Sol Niger Within con la discográfica Ultimate Audio Entertainment. El álbum fue mezclado y lanzado al mercado por segunda vez por Ultimate Audio Entertainment y Relapse Records en 1999 con el título Sol Niger Within version 3.33. El relanzamiento contiene dos pistas inéditas pero omite varias partes de la versión original.
Durante la época del EP "None" de Meshuggah, Thordendal sufrió un accidente trabajando en carpintería, perdiendo un dedo. Afortunadamente, consiguió que su dedo fuera cosido de nuevo teniendo sus dedo índice y medio de la misma longitud. Esto fue confirmado por Tomas Haake en una entrevista con Loudwire.
Como guitarrista, se puede destacar de Thordendal sus partes principales, caracterizadas por ser nítidas, fluidas e influenciadas por el jazz, y sus poderosos y complejos ritmos, aumentados por el uso de guitarras de 8 cuerdas afinadas por debajo de lo normal. Es notable la similitud entre sus solos y los del legendario guitarrista de jazz Allan Holdsworth. También contribuye en la composición de las canciones del grupo Meshuggah, así como haciendo coros en las actuaciones en directo.
Thordendal es también un productor de sobrenombre, habiendo producido todo el material reciente de "Meshuggah" y además lanzamientos de discos para otras bandas, entre ellos los franceses Fragment.